# Stojan Deltschew
Stojan Deltschew (bulgarisch Стоян Делчев; * 3. Juli 1959 in Plowdiw) ist ein ehemaliger bulgarischer Turner und Olympiasieger.

## Leben
Deltschew nahm 1976 an den Olympischen Sommerspielen in Montreal teil. 1977 wurde er Europameister am Reck, 1979 im Mehrkampf und am Boden. Beim Reck erreichte er Silber und beim Sprung Bronze. Bei den Weltmeisterschaften im Geräteturnen gewann er 1978 jeweils eine Bronzemedaille am Reck und Pauschenpferd. 1980 wurde er bei den Olympischen Sommerspielen in Moskau Olympiasieger am Reck. Im Einzelmehrkampf gewann er die Bronzemedaille.
Er wurde als Held der sozialistischen Arbeit und mit dem Orden Georgi Dimitrow ausgezeichnet.